# 大日本人
『大日本人』（だいにっぽんじん）は、2007年6月2日に公開された日本映画。ダウンタウンの松本人志が企画・監督・主演を務めた、松本初の長編監督映画である。脚本は、松本の盟友で放送作家の高須光聖との共同執筆。吉本興業の映画製作進出第1弾でもある。第60回カンヌ国際映画祭監督週間上映作品(カメラ・ドール候補)。

## 概要
本作品は、松本扮する変身ヒーローの日常や戦いをドキュメンタリー風に描いているモキュメンタリー映画である。内容は特撮怪獣物とは言い難く、普通の人間が巨大化して戦う日々や苦悩、周囲の人間の反応などを主点に作られている。
本編中では登場する巨大キャラクターを「だいにほんじん」という呼び方で統一しているが、映画作品のタイトルとしての正式な読みは「だいにっぽんじん」である。読み方について松本は「どっちでもいい」と発言している。

## あらすじ
大佐藤大は「獣」と呼ばれる巨大生物を退治する「大日本人」である。彼の家系は代々日本国内に時折出現する獣の退治を家業としており、彼はその6代目に当たる。映画は大佐藤がテレビ局の密着取材を受けつつ獣退治をする日々を送っている姿からはじまっていく。
しかしかつてと違って大日本人に対する世間の風当たりは強く、軍備の整った現代においては不要であると唱える者も出る始末。プライベートにおいても妻子との別居、跡取問題、かつての英雄である祖父（4代目）の介護問題など悩みの種は多かった。
苦境に立たされながらも獣退治を続ける大佐藤だったが獣退治中に突如現れた赤い獣の圧倒的な強さに恐れおののき、逃亡をしてしまう。過去に確認されたことのないその獣は日本のものではないということしかわからない。大佐藤が逃亡する姿を映したテレビ放送は皮肉にも高視聴率を獲得した。取材ディレクターは再戦を要請するが大佐藤は乗り気ではなかった。その後も度重なるアクシデントで国民の反感をかい、大佐藤は窮地に立たされていく。

## 用語解説
大日本人
太古の時代より獣の脅威から日本を守って来た巨大戦士。儀式を経て電気の力で巨大化する。古くは雷の力を活用していたが、科学の発展した現在では変電所の電気を利用している。日本神話の元にもなったと言われており、上述の通りかつては英雄視されていたが、現在では社会から疎まれる存在と化し自宅や関係施設が落書きなどの嫌がらせを受ける有様となっている。
獣
日本を襲う巨大生物。様々な個体が存在する。

## キャスト
- 大佐藤大 / 6代目大日本人：松本人志
- 小堀マネージャー：UA
- 取材ディレクター：長谷川朝二
- 締ルノ獣：海原はるか
- 跳ルノ獣：竹内力
- 匂ウノ獣（メス）：板尾創路
- 童ノ獣：神木隆之介
- 匂ウノ獣（オス）：原西孝幸
- ステイウィズミー：宮迫博之
- スーパージャスティス：宮川大輔
- あずさママ：中村敦子
- 大佐藤の元妻：街田しおん

## スタッフ
- 企画・監督：松本人志
- 脚本：松本人志、高須光聖
- 企画協力：高須光聖、長谷川朝二、倉本美津留
- 英訳：チャド・マレーン（海外公開時）
- 音楽：テイ・トウワ
- アソシエイト・プロデューサー：長澤佳也
- 撮影：山本英夫
- 照明：小野晃
- 録音：白取貢
- 美術：林田裕至、愛甲悦子
- 監督補：高橋純
- 助監督：谷口正行
- 制作担当：湊谷恭史
- 大日本人デザイン：天明屋尚
- スーパージャスティス音楽：川井憲次
- VFX監督：瀬下寛之
- 宣伝プロデューサー：竹中功、中井秀範、内田久喜、吉崎圭一、小西啓介、筒井史子
- プロデューサー：岡本昭彦
- 配給統括：松本輝起
- 製作総指揮：白岩久弥
- 製作代表：吉野伊佐男、大﨑洋
- 製作：吉本興業
- 配給：松竹

## 挿入歌
- 『ふれあい』
  - 作詞：山川啓介
  - 作曲：いずみたく
  - 歌：中村雅俊
- 『デラ・アモーレ』
  - 作詞：松本人志
  - 作曲：松本人志

※カラオケで大佐藤がスナックのママとデュエットしている曲。劇中のテレビ画面には作詞が三河六之丞、作曲が尾張庫之助と表示。

## 公開まで
2005年12月13日から2006年8月29日まで撮影が行われ編集中の2007年1月25日、製作発表が行われた。ストーリーや出演者などの情報は製作発表では公開されなかったが、その夜に収録されたラジオ番組『松本人志の放送室』でキャストや撮影エピソードなどを語る。
松本は2007年6月1日の『笑っていいとも』（フジテレビ）の「テレフォンショッキング」に出演。同番組への出演は14年ぶり、同コーナーへの出演は初めてであった。久々の出演に緊張しながらも映画の制作秘話やカンヌ映画祭での裏話を語った。その他、『さんまのまんま』『SmaSTATION!!』など様々な番組に映画宣伝のためゲスト出演。同じ事務所の先輩でありながら共演の機会が少ない明石家さんまとの貴重なツーショットが実現した。普段は他人の番組へのゲスト出演の機会が少ない松本だが、本人はむしろ乗り気で「宣伝を口実に色々な番組に出てやろうと思った」と語っている。その回の『さんまのまんま』は、今田耕司が未編集のビデオテープをスタッフからもらって帰るなど視聴者よりむしろ業界を揺るがすニュースとなった。
第60回カンヌ国際映画祭の非公式部門「監督週間」で上映された。新人監督賞にあたるカメラ・ドールの候補であったためレッドカーペットを歩くことが出来たが、イベント時に松本は既に日本へ帰国していた。
カンヌでは北野武と会食し、同じお笑い芸人兼映画監督としてアドバイスを受けた。
作中の大日本人のスポンサー数社のうち加ト吉（現・テーブルマーク）、白い恋人が公開後立て続けに不祥事を起こした。この件について松本は上記ラジオ番組内で触れ、困惑しているとコメントした。
フランス政府出資の私立文化施設シネマテーク・フランセーズで、しんぼる、さや侍とともに特集上映されることが明らかになった。

## 評価
本作品は公開直後の土日2日間で動員15万6,700人、興収2億2,691万円を記録。初日の入りに関して松本監督は東銀座・東劇での舞台挨拶の席上、「吉本（興業）のタダ券の力かなと思ってます」と一部週刊誌で報道された内容を逆手に取ってコメントした。
第8回ビートたけしのエンターテインメント賞話題賞を受賞。
第62回毎日映画コンクール「TSUTAYA映画ファン賞2007」の日本映画部門投票数第6位にランクイン。
一方、スポーツ報知の映画担当記者がその年度最低の映画および俳優を選ぶ蛇いちご賞において、松本は最低監督賞を受賞した。
詩人の橘上が、現代詩手帖にて監督第四作「R100」と共に「日常のなかの虚構性あるいは虚構の中の日常性を描き、現実へツッコミを入れる」作品だと批評した。

## 関連商品
2007年11月28日にDVDとオリジナルサウンドトラックCDが同時発売された。